# Срђан Ваљаревић
Срђан Ваљаревић (Београд, 16. јул 1967) српски је књижевник.

## Биографија
Објавио је више романа и књига поезије и прозе, а за роман Дневник друге зиме добио је књижевну награду „Биљана Јовановић” 2006. године.
Последњу књигу, Kомо, објавио је 2006. године, јануара идуће године последњи пут је говорио за Време и убрзо након тога ишчезао је из јавног живота. Упркос томе што га нема у медијима нити се на било који други начин појављује, књиге Срђана Ваљаревића су све ове године и даље међу најчитанијим насловима наше савремене књижевности. Такође је и међу најчитанијим писцима у региону.
Ваљаревић припада таласу урбаног сензибилитета.
Ваљаревић је жанровски врло разноврстан, али свесно одбија да се приклони водећим литерарним трендовима. Он се опробава кроз различите литерарне форме да ненаметљиво прича са субјективним углом посматрања.
Члан је Српског књижевног друштва.

## Награде и признања
- Награда Књижевног клуба „Jazzbina”, за књигу поезије Џо Фрејзер и 49 песама, 1992.
- Награда „Биљана Јовановић” Српског књижевног друштва, за роман Дневник друге зиме, 2006.
- Награда „Културконтакт Аустриа”, Беч, за роман Комо, 2006.
- Награда „Горки лист”, 2007.[6][7][8]
- Награда „Стеван Сремац”, за роман Комо, 2007.[9]
- Награда Народне библиотеке Србије за најчитанију књигу године, за роман Комо, 2008.

## Дела

### Романи
- Лист на корици хлеба, Пегаз (1990)
- Људи за столом, Б92 (1994)
- Дневник друге зиме, Самиздат Б92 (2006)[10]
- Комо (2007)[11]
- Фриц и Добрила, Лагуна (2021)

### Прозни записи
- Зимски дневник, Б92 (1995)

### Књиге поезије
- Џо Фрејзер и 49 песама, едиција „Ружа Лутања“ (1992)
- Џо Фрејзер и 49 (+24) песама, (проширено издање) , Беополис (1996)